# Теория Скопос
Теория Скопос (нем. Skopostheorie) является концепцией из области переводоведения. Она дает представление о характере перевода как целенаправленной деятельности, которая непосредственно применима к каждому переводческому проекту.
Теория была создана немецкими лингвистами Гансом Вермеером и Катариной Райс. Теория представляет идею о том, что письменный перевод и устный перевод должны в первую очередь учитывать функцию целевого текста.

## Цель и аудитория
Главный предмет внимания теории Скопос — перевод как вид деятельности, который имеет свою цель и задачу, предполагаемого адресата или аудиторию. Переводить — значит создавать целевой текст в целевой обстановке для решения целевой задачи и целевых адресатов в целевых обстоятельствах. В теории Скопос оригинальный текст имеет более низкий статус, чем в теориях перевода, основанных на эквивалентности. Исходный текст — это «информационное предложение», которое переводчик адаптирует под запросы целевой аудитории.
Пауль Кусмауль объясняет эту теорию следующим образом: «функциональный подход имеет большое сходство с теорией Скопос. Функция перевода зависит от знаний, ожиданий, ценностей и норм целевых читателей, которые снова зависят от ситуации, в которой они находятся, и от культуры. Эти факторы определяют, может ли функция исходного текста или отрывков из исходного текста быть сохранена или нуждается в изменении».
Правила теории Скопос включают в себя:
1. целевой текст должен быть внутренне согласованным
2. целевой текст должен быть согласован с исходным текстом
3. целевой текст определяется его скопосом (целью, задачей).